# Polycelis tothi
Polycelis tothi is een platworm (Platyhelminthes). De worm is tweeslachtig. De zoetwatersoort leeft in zeer vochtige omstandigheden.
De platworm behoort tot de familie Planariidae. De wetenschappelijke naam van de soort werd voor het eerst geldig gepubliceerd in 1927 door Lajos Méhely. Of dit een aparte soort is wordt betwijfeld. Roman Kenk plaatste in zijn index van 1974 de naam als synoniem onder Polycelis felina.